# Transmission de la Covid-19
Wikipédia ne donne pas de conseils médicaux ou sanitaires. Cet article est susceptible de contenir des informations obsolètes ou inexactes. Seul un professionnel de la santé est apte à vous fournir un avis médical, et seules les autorités sanitaires de votre pays sont compétentes pour donner des consignes de santé publique relatives à la pandémie de Covid-19.
La maladie à coronavirus 2019 (Covid-19) se propage d'une personne à l'autre principalement par la voie respiratoire après qu'une personne infectée tousse, éternue, chante, parle ou respire. Une nouvelle infection survient lorsque des particules contenant le virus expirées par une personne infectée, qu'il s'agisse de gouttelettes respiratoires ou d'aérosols, pénètrent dans la bouche, le nez ou les yeux d'autres personnes qui sont en contact étroit avec la personne infectée,,. Les gouttelettes respiratoires peuvent s'évaporer en noyaux de gouttelettes, qui restent en suspension dans l'air pendant des périodes prolongées,, provoquant une transmission aérienne en particulier dans les espaces intérieurs bondés et insuffisamment ventilés, comme les restaurants, les discothèques ou les chorales. Cela peut également survenir dans les établissements de soins de santé, certaines techniques médicales générant des aérosols étant effectuées sur des patients atteints de Covid-19.
S'embrasser, l'intimité physique et d'autres formes de contact direct peuvent facilement transmettre le virus et ainsi transmettre la Covid-19 aux personnes exposées à un tel contact,. Une personne peut contracter la Covid-19 par contact indirect en touchant une surface ou un objet contaminé avant de toucher sa propre bouche, son nez ou ses yeux  bien que ce ne soit pas considéré comme la principale voie de propagation du virus. Il n'y a actuellement aucune preuve significative de transmission du virus de la Covid-19 par les matières fécales, l' urine, le lait maternel, la nourriture, les eaux usées, l'eau potable, les vecteurs de maladies animales ou de la mère au bébé pendant la grossesse, bien que la recherche soit en cours et que la prudence soit recommandée. Début juin 2021, une nouvelle structure de surveillance des traces de Covid-19 dans les eaux usées est annoncée par la Direction générale de la santé, mais sans intégration des dispositifs existants.
La distanciation sociale et le port de masques en tissu, de masques chirurgicaux, de masque de protection ou d'autres revêtements faciaux limitent la transmission par gouttelettes. La transmission peut être réduite à l'intérieur avec des systèmes de chauffage et de ventilation bien entretenus pour maintenir une bonne circulation de l'air et augmenter l'utilisation de l'air extérieur.
Le nombre de personnes généralement contaminées par une personne infectée varie fortement selon les conditions ; en septembre 2020, on estimait qu'une personne infectée contaminerait en moyenne entre deux et trois autres personnes . Cela rend la Covid-19 plus contagieuse que la grippe, mais moins que la rougeole. Elle se propage souvent en foyers de contagion (ou cluster), d'où les infections peuvent être retracées jusqu'à un cas index ou un lieu. Des « événements super-propagateurs », où de nombreuses personnes sont infectées par une seule personne, jouent un rôle majeur dans la diffusion de l'épidémie.
La Covid-19 peut être transmis dès deux jours avant l'apparition des symptômes, et même si les symptômes n'apparaissent jamais,. Les personnes restent contagieuses dans les cas modérés pendant 7 à 12 jours et jusqu'à deux semaines dans les cas graves. En octobre 2020, des chercheurs en médecine ont signalé des preuves de réinfection chez un patient,.

## Moyens de transmissions

### Gouttelettes respiratoires

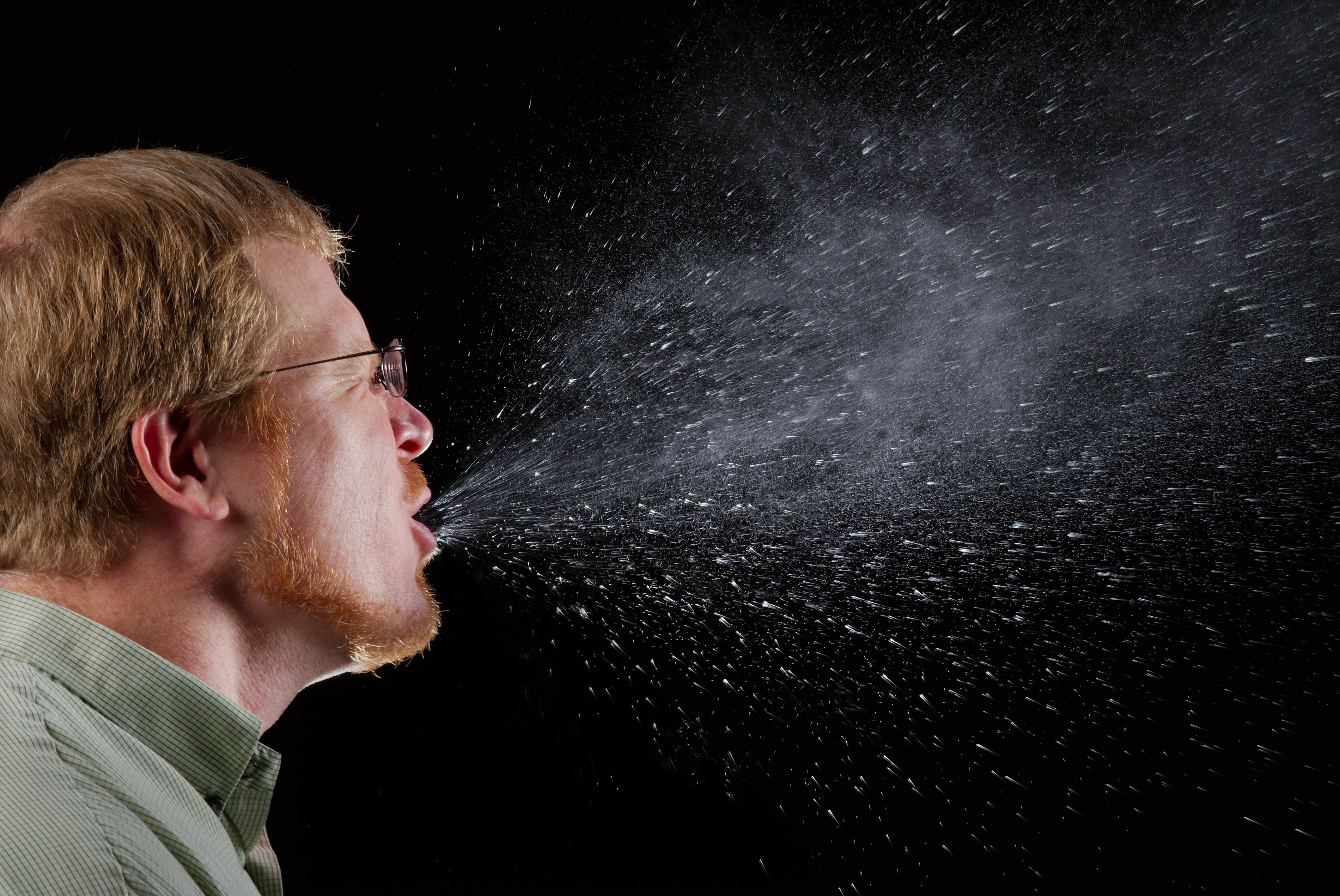
La principale voie de transmission de la Covid-19 est les gouttelettes respiratoires expulsées de la bouche et du nez lorsqu'une personne éternue, tousse ou parle.

Le virus se propage par les gouttelettes respiratoires produites lorsqu'une personne infectée respire, tousse, éternue ou parle. Ces gouttelettes peuvent atterrir dans la bouche ou le nez des personnes qui se trouvent à proximité, ou éventuellement être inhalées dans les poumons. La propagation est plus probable lorsque les personnes sont en contact étroit à moins de 2 mètres environ,,.
Un « contact étroit » est défini de diverses manières. Les centres pour le contrôle et la prévention des maladies (CDC) des États-Unis le définissent comme "à moins de 1,8 mètre d'une personne infectée pendant un total cumulatif d'au moins 15 minutes sur une période de 24 heures. "  Le centre européen de prévention et de contrôle des maladies défini le contact étroit par "à généralement moins d'1 mètre de distance" . Le département australien de la santé le définit comme le partage d'un espace clos pendant une période prolongée telle que deux heures,.
La distanciation sociale et le port de masques en tissu, de masques chirurgicaux, de masque de protection ou d'autres revêtements faciaux sont des moyens de prévention de la transmission par gouttelettes,. L' Organisation mondiale de la santé recommande 1 mètre de distance physique  ; les Centers for Disease Control and Prevention des États-Unis recommandent 1,8 mètre.

### Aérosols
Il a été démontré que la transmission aérienne de la Covid-19 se produit par des aérosols, des petites gouttelettes capables de rester en suspension dans l'air pendant de plus longues périodes,.

#### Respiratoire
De multiples éclosions ont été signalées en intérieur où les personnes infectées passent de longues périodes de temps, comme les restaurants et les discothèques,. Cela a notamment montré comment le virus peut se propager par voie aérienne,. Cependant, il y a eu plusieurs cas individuels où la Covid-19 a été transmis alors qu'il n'y avait pas la proximité requise pour la transmission de gouttelettes et où la transmission par contact était peu probable. Celles-ci incluent une pratique de chœur à Washington, un restaurant à Guangzhou et un bus dans le Hunan .
La transmission par aérosol du virus de la Covid-19 en dehors des établissements médicaux a fait l'objet de controverses, l'OMS la considérant initialement comme insignifiante, ce qui a conduit à de nombreuses critiques de la part des scientifiques. En juillet 2020, l'OMS a modifié ses directives, affirmant que la transmission par aérosol à courte distance ne peut être exclue dans ces situations. Dans ses nouvelles directives, l'OMS a averti que si de l'ARN viral avait été trouvé dans des échantillons d'air, à ce moment-là, aucun virus viable n'y avait été trouvé ; il n'y a eu aucun cas de transmission à des agents de santé exposés à des cas de Covid-19 lorsque les précautions contre les contacts et les gouttelettes ont été correctement utilisées ; et des études expérimentales telles que celle qui a trouvé un virus viable dans les aérosols générés à l'aide d'un nébuliseur à jet de grande puissance ne reflètent pas les conditions normales de toux humaine. Le CDC américain a également été critiqué pour les retards dans l'information du public sur la transmission aérienne, John Allan de la School of Public Health de l'Université de Harvard écrivant "de nombreux scientifiques savent que la transmission aérienne du virus se produit depuis février. Le CDC a en quelque sorte omis de reconnaître les preuves de plus en plus nombreuses selon lesquelles la transmission aérienne est importante et n'a donc pas alerté le public. " ,
Deux études américaines et une étude française confirment le rôle des restaurants ainsi que des repas en cercles familiaux ou amicaux dans la transmission de la maladie du covid-19.

#### Médical

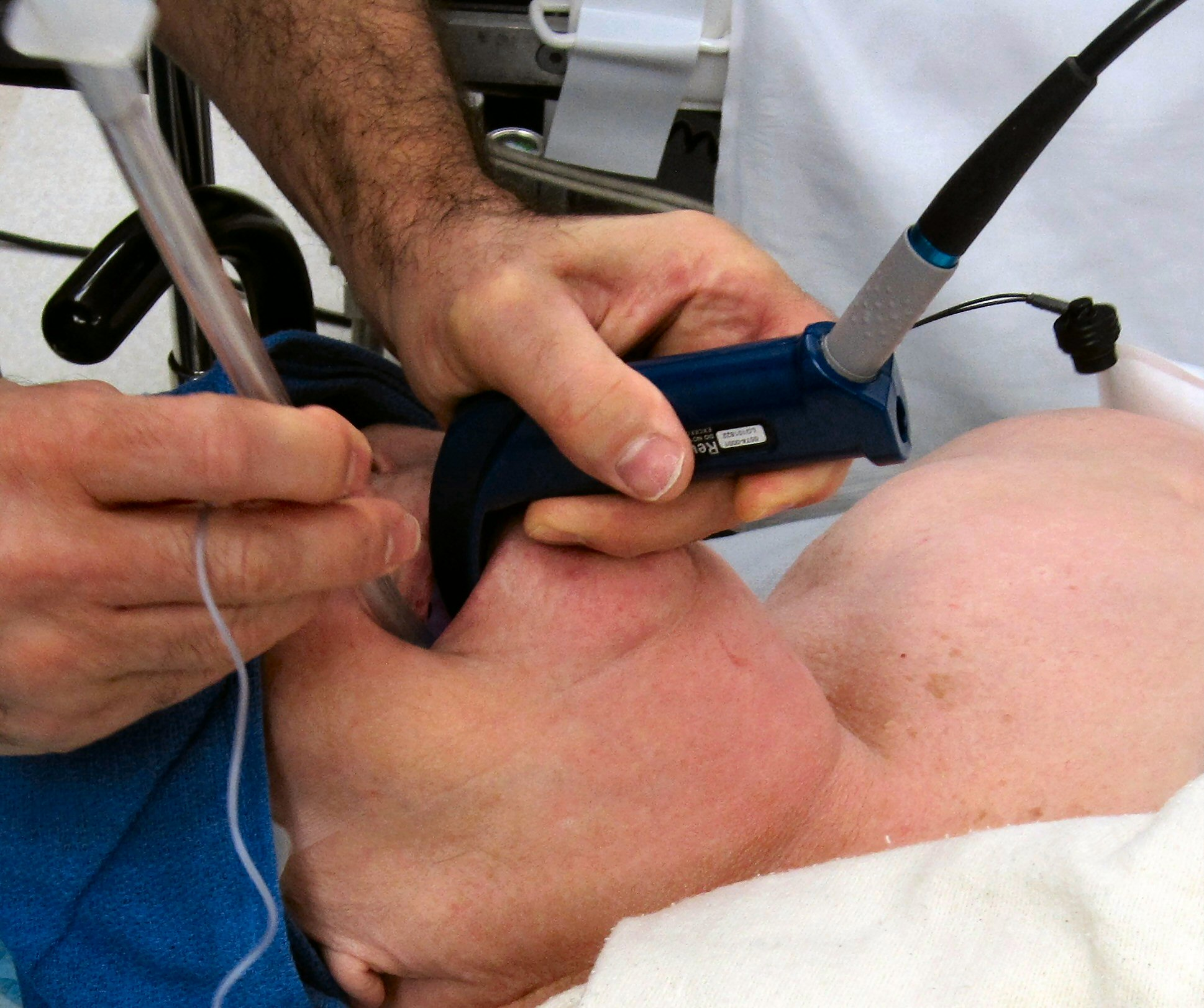
L'intubation trachéale est un exemple de technique produisant des aérosols qui comporte un risque accru de transmission par le patient infecté.

Certaines techniques médicales effectuées sur des patients atteints de Covid-19 dans les établissements de santé produisent des aérosols,. L'OMS recommande l'utilisation de masque de protection filtrant tels que les masques N95 ou les masques FFP2 dans les environnements où ces techniques produisant des aérosols sont effectuées, tandis que le CDC et le Centre européen de prévention et de contrôle des maladies recommandent ces contrôles dans toutes les situations impliquant la prise en charge des patients Covid-19 .

#### Toilette
Il y a des craintes que les aérosols de toilettes générés par la chasse d'eau des toilettes contaminées ne propagent le virus de la Covid-19. L'OMS recommande que les personnes soupçonnées ou confirmées avec Covid-19 utilisent leurs propres toilettes et, pendant le rinçage, le couvercle des toilettes doit être baissé pour bloquer à la fois les gouttelettes et les nuages d'aérosol.

### Contact direct

#### Contact physique

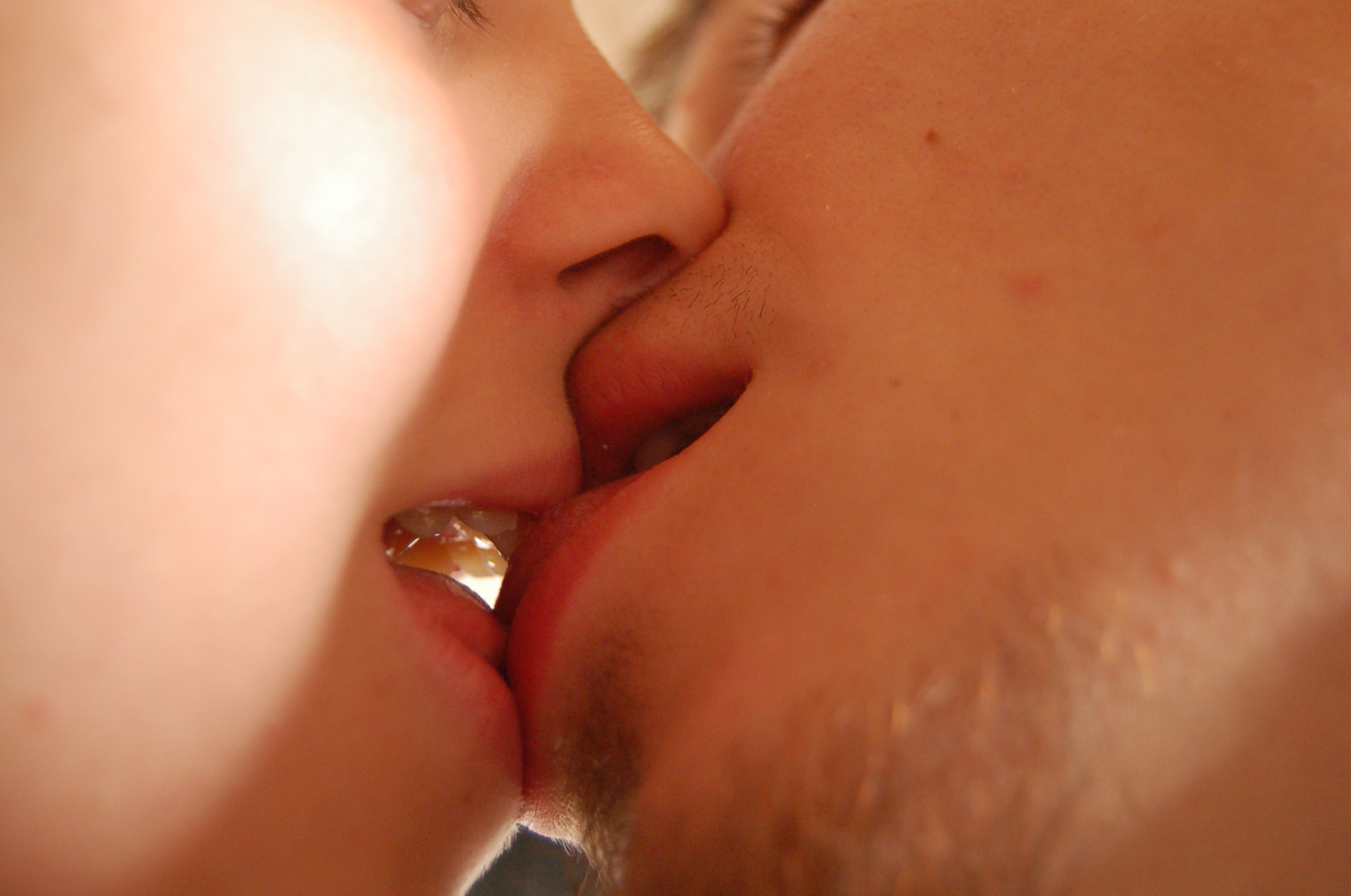
Les baisers comportent un risque élevé de transmission de la Covid-19 en raison de niveaux élevés de virus dans la salive.

Le virus se propage par la salive et le mucus, et les baisers peuvent facilement transmettre la Covid-19. Il est possible que le contact direct avec les matières fécales, y compris l'anulingus, puisse également entraîner la transmission du virus. Cependant, en juillet 2020, aucun rapport publié de transmission du COVID-19 par les selles ou l'urine n'a été publié. Bien que la Covid-19 ne soit pas une infection sexuellement transmissible, l'intimité physique comporte un risque élevé de transmission en raison de sa proximité.

#### Mère à enfant
En juillet 2020, il n'y avait aucun cas de transmission de la mère au bébé pendant la grossesse,. Des études n'ont trouvé aucun virus viable dans le lait maternel. L'OMS recommande aux mères suspectées ou confirmées d'être infectées par le virus de la Covid-19 de continuer à allaiter.

### Contact indirect

#### Objets et surfaces

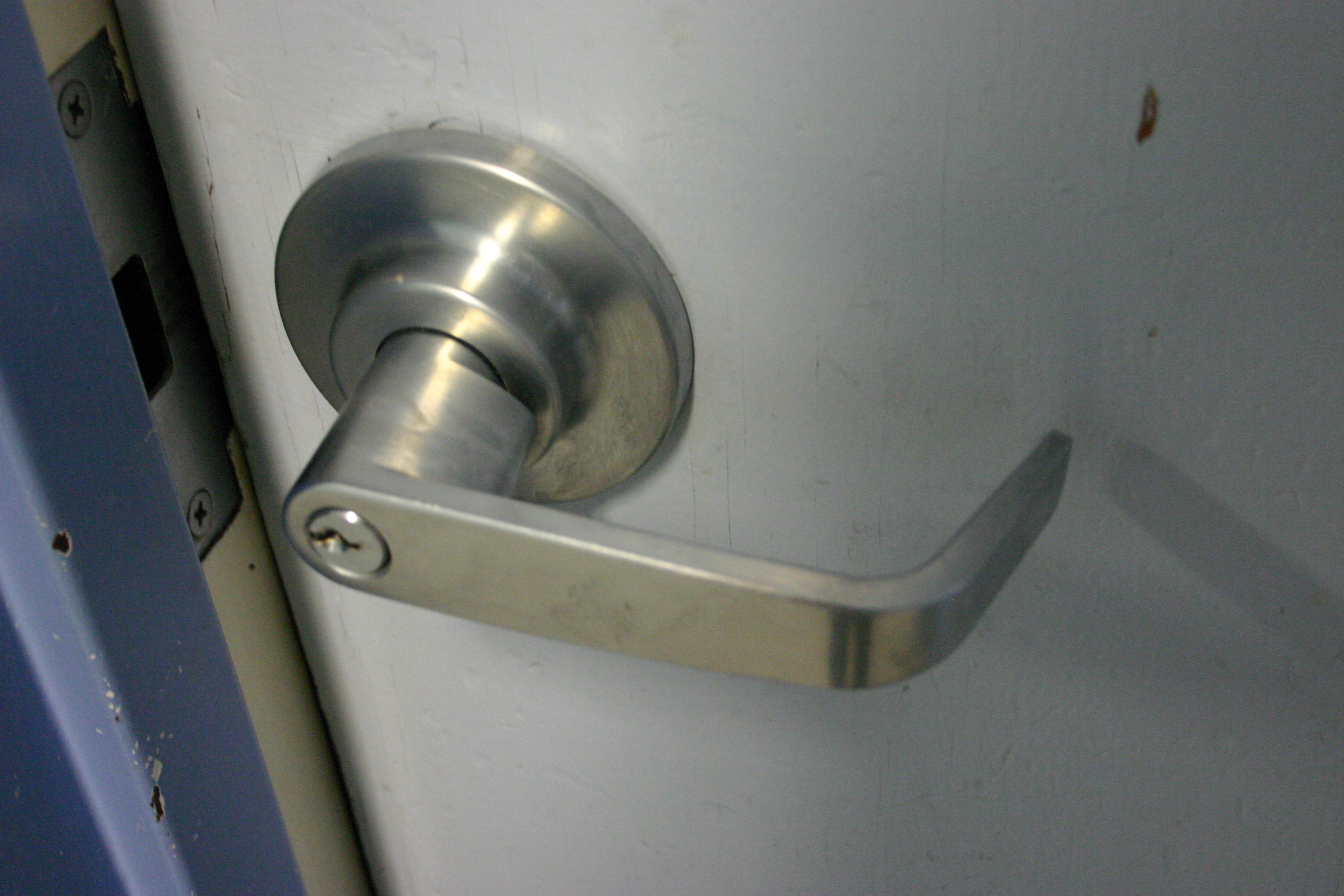
Les surfaces qui sont souvent touchées telles que les poignées de porte peuvent transmettre la Covid-19, bien que ce ne soit pas considéré comme le principal moyen de propagation du virus.

Il est possible qu'une personne puisse contracter la Covid-19 en touchant une surface ou un objet contenant le virus (appelé un fomite), puis en touchant sa propre bouche, son nez ou éventuellement ses yeux. Cela n'est pas considéré comme la principale voie de propagation du virus,,,,,. Des virus ou ARN viables ont été détectés sur des surfaces contaminées pendant des périodes allant de quelques heures à quelques jours, selon les conditions environnementales. En juillet 2020, il n'y avait pas d'étude démontrant la transmission directe par les fomites, bien que la transmission indirecte soit difficile à distinguer de la transmission directe.
Sur les surfaces, la quantité de virus actif viable diminue avec le temps jusqu'à ce qu'il ne puisse plus provoquer d'infection. Une étude a indiqué que le virus peut être détecté jusqu'à quatre heures sur le cuivre, jusqu'à un jour sur le carton et jusqu'à trois jours sur le plastique ( polypropylène ) et l'acier inoxydable ( AISI 304 ),,. En octobre 2020, des chercheurs médicaux ont conclu que le virus de la Covid-19 pouvait rester sur des surfaces courantes jusqu'à 28 jours.
Le lavage des mains et le nettoyage périodique des surfaces sont des contrôles contre la transmission par contact indirect par les fomites. Les surfaces sont facilement décontaminées avec des désinfectants ménagers qui détruisent le virus à l'extérieur du corps humain. Ni les désinfectants, ni l'eau de Javel ne sont des traitements pour la Covid-19 et peuvent causer des problèmes de santé lorsqu'ils ingérés ou appliqués sur la peau,.

#### Nourriture et eau
Il n'y a actuellement aucune preuve étayant une transmission de la Covid-19 par la nourriture,.
Bien que l'ARN du virus ait été trouvé dans les eaux usées non traitées, en mai 2020, il y avait peu de preuves de présence infectieuse du virus dans les eaux usées ou l'eau potable,,.

### Transmission avec les animaux
Il existe un petit nombre de cas de propagation des personnes aux animaux de compagnie, y compris les chats et les chiens. D'autres cas incluent des lions et des tigres dans un zoo de New York et des visons dans des fermes aux Pays-Bas,. Dans des conditions de laboratoire, les animaux suivants ont pu être contaminés : les furets, les chats, les hamsters syriens dorés, les macaques rhésus, les macaques cynomolgus, les grivets, les ouistitis communs et les chiens,. En revanche, les souris, les porcs, les poulets et les canards ne semblent pas être infectés ni propager l'infection. Il n'y a aucune preuve que les insectes vecteurs de maladies tels que les moustiques ou les tiques propagent la Covid-19.
Le CDC recommande aux propriétaires d'animaux de limiter les interactions de leur animal avec des personnes extérieures à leur foyer. Les masques ne sont pas recommandés sur les animaux, car couvrir les voies respiratoires d'un animal pourrait lui être nocif. De même, ils ne doivent pas être désinfectés avec des produits de nettoyage non approuvés pour les animaux. Enfin, les personnes atteintes de la Covid-19 doivent éviter tout contact avec les animaux domestiques et autres animaux.
Le risque de propagation de la Covid-19 des animaux aux humains est considéré comme faible. Bien que le virus soit probablement originaire de chauves - souris, la pandémie se perpétue par une propagation interhumaine,.

### Durée et distance
Certaines sources[Lesquelles ?] considèrent[Quand ?] la durée aussi importante que la distance pour la transmission[style à revoir][pourquoi ?].

## Nombre de reproduction
Le virus se transmet très facilement et durablement, mais le nombre de personnes généralement infectées par une personne infectée varie. De nombreuses personnes ne transmettent pas le virus, mais certaines le transmettent à de nombreuses personnes ; par conséquent, le virus est considéré comme "surdispersé",. En septembre 2020, on estimait qu'en moyenne, une personne infectée infecterait entre deux et trois autres personnes. Cela le rend plus contagieux que la grippe, mais moins que la rougeole .
Les estimations du nombre de personnes infectées par une personne avec Covid-19, le R 0, ont varié. Les estimations initiales de R0 de l'OMS étaient de 1,4 à 2,5 (moyenne de 1,95); Cependant, un examen début avril 2020 a révélé que le R0 médian était de 5,7 et le R0 de base (sans mesures de contrôle) pouvait monter jusqu'à 8,9.
Le virus se propage souvent par foyers de contagion (en anglais, cluster - groupe, amas), où les infections peuvent être retracées jusqu'à un cas index ou un emplacement géographique. Les « événements super-propagateurs » jouent un rôle majeur, quand de nombreuses personnes sont infectées par une seule personne. Ces événements se produisent généralement à l'intérieur, où des groupes de personnes restent pendant de plus longues périodes dans des lieux mal ventilés. Le virus se transmet par aérosols notamment dans ces espaces intérieurs bondés et confinés, particulièrement efficaces pour transmettre le virus, tels que les restaurants, les discothèques ou les chorales,,. Un autre lieu important de transmission est entre les membres d'un même foyer.
La recherche des contacts ou traçage est utilisée pour empêcher partiellement la propagation.

## Durée de la transmissibilité
Les personnes sont plus contagieuses lorsqu'elles présentent des symptômes, même légers ou non spécifiques, mais peuvent commencer à être contagieuses dès deux jours avant l'apparition des symptômes. Elles restent contagieuses pendant environ sept à douze jours dans les cas modérés et pendant une moyenne de deux semaines dans les cas graves,. La recherche a indiqué que la charge virale culmine autour du jour de l'apparition des symptômes et diminue après, comme mesuré par les études sur l'ARN.
La possibilité de transmission par des cas complètement asymptomatiques n'est pas claire,. Une vérification systématique a estimé que la proportion de cas vraiment asymptomatiques varie de 6% à 41%, dans une certaine mesure (« asymptomatique » n'était pas très bien défini). Une autre étude avec une définition claire des infections asymptomatiques a estimé une proportion de 23%.

## Réinfection
En octobre 2020, des chercheurs en médecine ont apporté des preuves, pour la première fois aux États-Unis et la cinquième dans le monde, d'une réinfection,.

## Communication
Toutefois, la communication sur la transmission est un échec, car elle se focalise sur des points secondaires et oublie l'aération des milieux fermés.